# Musée universitaire d'arts populaires María Teresa Pomar
Le Musée universitaire d'arts populaires María Teresa Pomar est un musée consacré à l'artisanat et à la tradition de l'art populaire du Mexique, appelé « artesanía ». Il fait partie de l'université de Colima dans la ville de Colima, fondée par María Teresa Pomar, collectionneuse et promotrice d'artesanía. Il contient l'une des collections les plus importantes de ce type au Mexique, couvrant les traditions de tout le pays ainsi que de l'État de Colima.

## Institution
Le musée fait partie de l'université de Colima, au nord du centre historique de la ville de Colima. Il fait partie d'un complexe appelé IUBA, qui abrite également le forum Pablo Silva Garía et l'Explanada del Artesano (Esplanade de l'artisan) au coin des rues Gabino Barreda et Manuel Gallardo Zamora dans le quartier La Atrevida,.
Le bâtiment est conçu par l'architecte Joaquín Vázquez Agraz et s'inspire des maisons traditionnelles de la ville. Il s'agit d'un bâtiment de deux étages, centré sur une cour ouverte qui est entourée de couloirs soutenus par des arcades derrière lesquelles se trouvent des pièces. La collection du musée se trouve dans ces salles et dans ces couloirs, et la cour est remplie de chaises et de tables pour les visiteurs,.
L'institution abrite une importante collection permanente d'artisanat et d'art populaire mexicain, appelée artesanía, avec les principales branches de cette tradition de toutes les régions du pays représentées. Parmi les artisans les plus notables qui y exposent leurs œuvres, on peut citer Guillermo Ríos Alcalá (es), Emilio Pinto, Pancho Muñoz et les familles Terríquez et Morfín. Le musée promeut également l'artesanía et les traditions régionales de l'État de Colima qui est façonné par le colonialisme espagnol et par l'artisanat d'autres régions du Mexique comme la tradition de la poterie Talavera de Puebla et la tradition de la poterie barro negro de Oaxaca. Pour cette raison, une grande variété de produits artisanaux sont produits dans l'état. Parmi les muséographes de l'institution figurent María Teresa Pomar, Imelda de León, Socorro Sánchez Murguía et José Antonio Enciso Núñez, le directeur actuel.
À l'étage supérieur, des salles d'expositions temporaires d'œuvres d'artisans, dont un grand nombre sont thématiques en fonction de la période de l'année. En 2011, le musée parraine une exposition consacrée aux marionnettes, qui s'inscrivent dans la tradition mexicaine de la narration orale
.
Les services offerts par le musée comprennent une bibliothèque avec des livres et des vidéos sur l'artisanat et les traditions de Colima. Il y a des programmes éducatifs, des visites guidées et un atelier de fabrication de poterie bruñido. Il y a une boutique de cadeaux. Le musée parrainé des événements pour promouvoir les artisans locaux et collabore avec l'université en proposant des activités culturelles auxquelles les étudiants peuvent participer pour obtenir des crédits. Cela inclut la participation à des ateliers tels que ceux de production de céramique, donnés par Guillermo Ríos.

## Maria Teresa Pomar
Le musée a récemment ajouté le nom de María Teresa Pomar à son titre officiel. Pomar fonde le musée dans le cadre d'une longue carrière consacrée à la promotion de l'artesanía mexicain. Elle commence sa carrière comme collectionneuse d'artesanía avec des pièces de nombreuses traditions qui remplissent sa maison. Elle fait la promotion de sa collection en encourageant les gens à apprécier les traditions derrière les objets. Elle fait don d'objets à des musées au Mexique et au Museo de Arte Popular de Sao Paulo, au Brésil. Elle est l'une des fondatrices du Fondo Nacional para el Fomento de las Artesanías (Fonds national pour le développement de l'artisanat) ainsi que de POPULART, AC, l'organisation derrière la création du Museo de Arte Popular à Mexico. En 2006, elle reçoit le Premio Estatal de Artes Diego (Prix d'état Diego Rivera) de l'état de Colima. Pomar décède à l'âge de 90 ans à Mexico en janvier 2010,.

## Collection
Le musée possède l'une des plus importantes collections d'artisanat et d'art populaire du Mexique,. Sa collection comprend des ustensiles, des objets religieux et cérémoniels et des décorations. Toutes les branches principales de l'artesanía mexicain sont représentées, y compris le travail du bois, du textile et autres tissages, le travail du cuir, l'artisanat du papier, la céramique, le travail du métal, les jouets traditionnels et la bijouterie. Il y a des espaces consacrés à la peinture folklorique, en particulier ceux liés aux groupes indigènes du Mexique.
La salle Colima contient des costumes utilisés pour les danses et les processions qui sont pratiquées dans l'état avec des masques, des instruments de musique et plus encore. Il comprend une représentation d'un mariage traditionnel du nord de l'état. Une autre caractéristique sont les « mojigangas (es) » qui sont utilisés lors des événements de charrería et de corrida à Villa de Álvarez (en).
La salle de la Laca, ou salle de la laque, est consacrée au bois et aux autres objets qui sont peints avec de la laque pour les protéger de l'humidité de la zone. Les articles exposés comprennent des meubles, des coffres, des gourdes et d'autres contenants pour la nourriture et d'autres objets. Ces articles font partie d'une tradition artisanale qui s'étend du Michoacán et du Guerrero à Colima, Oaxaca et Chiapas. La salle contient quelques objets en bois non laqués, démontrant les traditions de travail du bois des Séris, des Tarahumaras et des Nahuas.
La salle textile présente des châles appelés rebozos, en particulier ceux de Santa Maria del Río (en) dans l'état de San Luis Potosí, fabriqués sur des métiers à dos et des métiers à pédales européens. Beaucoup d'entre elles sont colorées avec des teintures naturelles et brodées avec soin. La Sala de Fibras Vegetales (Salle des Fibres Végétales) se concentre sur la vannerie et d'autres objets tels que tapis et chapeaux. Les matériaux utilisés varient beaucoup, des branches rigides aux roseaux mous.
Le travail du cuir, le papier d'amate, l'art populaire, et plus encore sont exposés dans la plus grande salle des bâtiments. Il contient des sandales huaraches, des ceintures, des sacs, des découpes en papier amate utilisées pour les cérémonies à San Pablito, dans l'état de Puebla. Les traditions céramiques de San Bartolo Coyotepec, Metepec, Tonalá, Tlaxcala, Veracruz, Guanajuato, Michoacán et d'autres endroits sont représentées. Les jouets traditionnels et les objets de fête sont représentés par des personnages de Judas de l'État de Mexico, des poupées et des objets miniatures en bois et en argile. Le travail des métaux est principalement représenté par des articles d'Oaxaca tels que des figurines de soldats en plomb et des outils traditionnels. Il y a une exposition d'objets faits de coquillages et de coquillages par Socorro .